# SM U-32 (1914)
SM U-32 – niemiecki okręt podwodny typu U-31 zbudowany w Friedrich Krupp Germaniawerft w Kilonii w latach 1912-1914. Wodowany 28 stycznia 1914 roku, wszedł do służby w Cesarskiej Marynarce Wojennej 3 września 1914 roku. Służbę rozpoczął w IV Flotylli pod dowództwem Edgara von Spiegel von und zu Peckelsheim. Od 8 listopada 1916 roku rozpoczął służbę na Morzu Śródziemnym w Pola flotilla z bazą w Pula.
8 kwietnia 1915 roku U-32 zatopił pierwszy statek, był to francuski żaglowiec o pojemności 2247 BRT. 11 kwietnia na liście zwycięstw U-32 znalazł się kolejny statek – brytyjski parowiec SS „Wayfarer”, który przewoził 200 żołnierzy z Warwickshire Yeomanry. „Wayfarer” został uszkodzony.
18 marca 1916 roku nowym dowódcą okrętu U-32 został Kurt Hartwig. W czasie podróży z Niemiec na Morze Śródziemne załoga U-32 zatopiła 3 statki. 18 października 1916 roku norweski parowiec „Athene”, 30 października na zachód od Gibraltaru brytyjski parowiec SS „Marquis Bacquehem” o pojemności  4396 BRT oraz włoski parowiec „Vertunno” o pojemności 3239 BRT.
9 stycznia 1917 roku w czasie patrolu na wschód od Malty U-32 storpedował brytyjski pancernik HMS „Cornwallis” o wyporności 14 000 BRT, który zatonął. W wyniku ataku zginęło 15 marynarzy brytyjskich.
16 lutego 1918 roku Kurt Hartwig został zastąpiony przez kapitana Kurta Albrechta 
Pod dowództwem Albrechta U-32 zatopił dwa statki. 21 kwietnia 1918 roku około 16 mil od wybrzeży Tunezji brytyjski parowiec SS „Bellview” z 1894 roku o pojemności 567 BRT, przewożący na Maltę ładunek węgla oraz 1 maja u wybrzeży Algierii australijski parowiec „Era”, przewożący do Glasgow rudę żelaza o pojemności 2379 BRT.
8 maja 1918 roku okręt U-32 wraz z całą 41-osobową załogą został zatopiony na północny zachód od Malty.